# 小林善文
小林 善文（こばやし よしふみ、1948年〈昭和23年〉10月24日 - ）は、日本の東洋史学者。神戸女子大学名誉教授。専門は中国近現代教育史、中国水環境論。

## 略歴
兵庫県出身。1971年京都大学文学部卒業。神戸女子大学文学部講師、同助教授、教授。2019年退任。

## 学歴
1983年、京都大学大学院文学研究科博士後期課程（東洋史学専攻）修了。2001年、博士（文学）（京都大学）。

## 著書
- 『平民教育運動小史』（同朋舎出版、1985年）ISBN 4-8104-0421-8
- 『中国近代教育の普及と改革に関する研究』（汲古書院、2002年）ISBN 4-7629-2673-6
- 『中国の環境政策〈南水北調〉』（昭和堂、2014年）ISBN 9784812213384
- 『中国の教育救国－近現代教育家評伝－』（汲古書院、2016年）ISBN 978-4-7629-6033-8
- 『中国水環境の歴史と現在』（昭和堂、2020年）ISBN 978-4-8122-1929-4